# 6085 Фраеті
6085 Фраеті (6085 Fraethi) — астероїд головного поясу, відкритий 25 вересня 1987 року.
Тіссеранів параметр щодо Юпітера — 3,566.